# Mr. Lennon (album Universe)
Mr. Lennon – jedenasty album grupy Universe wydany w 2000 roku, przez wytwórnię Silverton. Tytułowy utwór – „Mr. Lennon”, został nagrany w nowej aranżacji i z nieco zmodyfikowanym tekstem. Do tego utworu powstał również teledysk.

## Lista utworów
| 1.  | "Mr. Lennon"                                 |  |
|     | - muz. i sł. Mirosław Breguła i Henryk Czich |  |
| 2.  | "Hej Panie B."                               |  |
|     | - muz. i sł. Mirosław Breguła                |  |
| 3.  | "Kino niespełnionych marzeń"                 |  |
|     | - muz. i sł. Mirosław Breguła                |  |
| 4.  | "Wymyślone łąki"                             |  |
|     | - muz. i sł. Mirosław Breguła                |  |
| 5.  | "Jak małe łzy"                               |  |
|     | - muz. i sł. Mirosław Breguła                |  |
| 6.  | "Co naprawdę we mnie śpi"                    |  |
|     | - muz. i sł. Mirosław Breguła                |  |
| 7.  | "Sto różnych słońc"                          |  |
|     | - muz. i sł. Mirosław Breguła                |  |
| 8.  | "Nie zostawiaj nic na potem"                 |  |
|     | - muz. i sł. Mirosław Breguła                |  |
| 9.  | "Jola opanuj się"                            |  |
|     | - muz. i sł. Mirosław Breguła                |  |
| 10. | "Ogolę się na łyso"                          |  |
|     | - muz. i sł. Mirosław Breguła                |  |
| 11. | "Była mi aniołem"                            |  |
|     | - muz. i sł. Mirosław Breguła                |  |
| 12. | "Mijam jak deszcz"                           |  |
|     | - muz. i sł. Mirosław Breguła                |  |

## Twórcy
- Mirosław Breguła – śpiew, gitary akustyczne, aranżacje, produkcja
- Henryk Czich – śpiew, fortepian, instrumenty klawiszowe
- Adam Szewczyk – gitara
- Michał Kuczera – gitara, realizacja dźwięku
- Tomasz Kałwak – instrumenty klawiszowe, aranżacje
- Maciej Talaga – gitara akustyczna
- Ireneusz Głyk – perkusja
- Grzegorz Kańtoch – perkusja
- Tomasz Kańtoch – gitara basowa
- Dariusz Ziółek – gitara basowa
- Stanisław Witta – instrumenty klawiszowe
- Witold Wilk – przeszkadzajki
- Paweł Skura – mastering

Nagrań dokonano w Music Projects Studio w Katowicach.